# ジョイパレット
株式会社ジョイパレットは、玩具メーカーのトーホーと、自転車・ショッピングカートメーカーのオークスが経営統合を経てできた日本の企業。本社は東京都台東区駒形一丁目にある。

## 沿革
2011年、株式会社トーホーと株式会社オークスを吸収および分割合併により、株式会社ジョイパレットへ全事業を統合、移管した。

## 主な商品キャラクター
- それいけ!アンパンマン（バンダイ・アガツマ・セガ フェイブと並んで「アンパンマン会議」参加企業のうちの一つ）
- ハローキティ
- ディズニー
- ワンワンとうーたん
- 東京スカイツリー
- きかんしゃトーマス
- シナモロール
- シュガーバニーズ
- 仮面ライダーシリーズ（サイクル商品）
- スーパー戦隊シリーズ（サイクル商品）
- プリキュアシリーズ（サイクル商品）
- プリズムストーン（サイクル商品）
- Rody
- Suzy’sZoo
- みんなで!ニコリッチ（テレビ番組）